# 하이젠버그
하이젠버그(영어: Heisenbug)는 프로그래밍에서 테스트를 수행할 때 발생되는 버그의 형태 중의 하나로서 문제를 발견하고 수정하기 위한 디버깅을 수행하려고 하면 문제점이 사라지는 형태의 버그를 말한다.
양자역학의 기초를 세운 과학자 중 한 명인 하이젠베르크의 불확정성 원리와 관련된 관찰자 효과와 비슷한 내용으로서 하이젠베르크와 버그의 합성어이다.
주로 멀티스레드 프로그램에서 많이 발생하며 문제를 확인하고 디버그를 위해 디버거 프로그램을 붙여보거나 로그를 뿌리거나 하는 등의 프로그램의 실행에 일부 영향을 주는 행위가 있을 경우 발생하지 않기 때문에 디버깅이 어려워지게 된다.

## 같이 보기
- 메모리 디버거